# Tipula dusun
Tipula dusun är en tvåvingeart som beskrevs av Edwards 1933. Tipula dusun ingår i släktet Tipula och familjen storharkrankar. Inga underarter finns listade i Catalogue of Life.